# グリマスシェイク
グリマスシェイク（英: Grimace Shake）は、ファーストフード店のマクドナルドで販売された、マスコットキャラクターであるグリマスをモチーフとしたシェイクである。2023年6月にアメリカのマクドナルド店舗で期間限定で販売され、後に日本を含む各国のマクドナルド店舗でも順次期間限定で販売された。

## 概要
マクドナルドランドの紫色のヨーグルトシェイク好きのキャラクター、グリマスの52歳の誕生日を祝って、2023年6月11日から7月11日までアメリカのマクドナルド店舗で初めて販売されたベリー風味のヨーグルトシェイクである。このシェイクは翌年、2024年5月14日からカナダでも販売された。その後イギリスのマクドナルド50周年を記念して2024年8月28日から1週間にわたってイギリスでも販売された。このシェイクは2024年9月4日にノルウェー、10月4日にオーストラリア、10月22日に南アフリカ、10月23日にニュージーランド、10月30日に日本でも販売された。
このシェイクは、 TikTokやYouTubeで#GrimaceShakeトレンドとともに人気を博した。#GrimaceShakeトレンドでは、ユーザーがシェイクを飲んで、不吉で陰惨な演出された状況に陥る様子が撮られた動画が投稿された。